# Chi Cá mè phương nam
Chi Cá mè phương nam (danh pháp khoa học: Osteochilus) là một chi trong họ Cá chép (Cyprinidae). Gọi như vậy vì cả ba loài có mặt ở Việt Nam hiện được công nhận thuộc chi này chỉ tìm thấy trong lưu vực sông Cửu Long. Chúng chia sẻ tên gọi chung cá mè với các loài thuộc chi Hypophthalmichthys và Barbonymus.

## Nhận dạng
Cá mè thuộc chi này có thân dẹp, dài quãng gấp đôi chiều rộng, vảy lớn vừa. Cá mè có 1 vây (kỳ) lưng, hai vây (kỳ) mang và 3 vây (kỳ) bụng, đuôi hình chữ V. Cá mè hôi có vảy trắng xám với đặc điểm có hai sọc đen thẳng đứng nằm cận hai mang; cá mè hương có vảy màu trắng xám, không sọc; cá mè lúi có vảy màu ửng vàng cũng không sọc. Chỉ có cá mè hôi đạt trọng lượng đáng kể, độ 1,5 kg, còn hai loài kia độ 400-500 g.

## Nơi sống
Cá mè là cá nước ngọt, sống trong những sông ngòi vùng Cửu Long và vùng cực nam Việt Nam, có nước lưu thông đáng kể. Cá mè sống ở độ sâu từ 1 tới 2 m.

## Phân loại
Hiện tại FishBase công nhận 35 loài thuộc chi này, trong đó ở Việt Nam tới nay đã ghi nhận 7 loài.
- Osteochilus bellus Popta, 1904. Phân bố tại đông Borneo.
- Osteochilus bleekeri Kottelat, 2008. Phân bố tại Borneo và Sumatra (Indonesia).
- Osteochilus borneensis (Bleeker, 1857)
- Osteochilus brachynotopteroides Chevey, 1934 - Cá lúi xanh[2].
- Osteochilus chini Karnasuta, 1993
- Osteochilus enneaporos (Bleeker, 1852)
- Osteochilus flavicauda Kottelat & Tan, 2009
- Osteochilus harrisoni Fowler, 1905
- Osteochilus ingeri Karnasuta, 1993
- Osteochilus intermedius Weber & de Beaufort, 1916
- Osteochilus jeruk Hadiaty & Siebert, 1998
- Osteochilus kahajanensis (Bleeker, 1857)
- Osteochilus kappenii (Bleeker, 1857)
- Osteochilus kelabau Popta, 1904
- Osteochilus kerinciensis Tan & Kottelat, 2009
- Osteochilus kuekenthali Ahl, 1922
- Osteochilus lini Fowler, 1935
- Osteochilus longidorsalis (Pethiyagoda & Kottelat, 1994)
- Osteochilus melanopleurus (Bleeker, 1852) - Cá mè hôi[2]. Phân bố tại lưu vực sông Mê Kông và Chao Phraya, bán đảo Mã Lai, Sumatra và Borneo.
- Osteochilus microcephalus (Valenciennes, 1842) - cá lúi sọc[2] (tên gọi cũng chia sẻ với cá mè lúi).
- Osteochilus nashii (Day, 1869): Cá mè lúi Nash. Đặc hữu Ấn Độ.
- Osteochilus partilineatus Kottelat, 1995
- Osteochilus pentalineatus Kottelat, 1982
- Osteochilus repang Popta, 1904
- Osteochilus salsburyi Nichols & Pope, 1927 - Cá dầm đất[2].
- Osteochilus sarawakensis Karnasuta, 1993
- Osteochilus schlegelii (Bleeker, 1851) - Cá mè hương[2].
- Osteochilus serokan Hadiaty & Siebert, 1998
- Osteochilus sondhii Hora & Mukerji, 1934
- Osteochilus spilurus (Bleeker, 1851)
- Osteochilus striatus Kottelat, 1998
- Osteochilus thomassi (Day, 1877): Cá mè lúi Konti. Phân bố tại Tây Ghats thuộc Karnataka, Ấn Độ.
- Osteochilus vittatus (Valenciennes, 1842) (đồng nghĩa: Osteochilus hasseltii (Valenciennes, 1842)): Cá mè lúi[2]. Phân bố tại phía nam Myanma, Thái Lan, Sumatra, Borneo và Java. Cũng ghi nhận tại Trung Quốc và lưu vực sông Mê Kông.
- Osteochilus waandersii (Bleeker, 1852) - Cá mè lúi nâu[2].